# Любомировка (Омская область)
Любомировка — село в Таврическом районе Омской области. Административный центр Любомировского сельского поселения.

## География
Находится в 16 км на юг от села Таврического, центра района. Рядом с Любомировкой находится деревня Гончаровка. Через село проходит трасса Р390 (Русско-Полянский тракт).
Территория вокруг села почти полностью распахана.

## История
Основано в 1900 году. В 1928 году состояло из 144 хозяйств, основное население — украинцы. Центр Любомировского сельсовета Таврического района Омского округа Сибирского края.

## Население
| 1926 | 2010  |
| ---- | ----- |
| 780  | ↗1213 |